# Гаррисон (округ, Айова)
Га́ррисон (англ. Harrison County) — округ в США, штате Айова. На 2000 год численность населения составляла 15 666 человек. По оценке бюро переписи населения США в 2009 году население округа составляло 15 328 человек. Окружным центром является город Логан.

## История
Округ Гаррисон был сформирован 15 января 1851 года.

## География
По данными Бюро переписи населения США площадь округа Гаррисон составляет 1804 км².

### Основные шоссе
- Федеральная автострада 29
- Шоссе 30
- Автострада 37
- Автострада 44
- Автострада 127
- Автострада 183
- Автострада 191

### Соседние округа
- Монона (Айова) — север
- Крофорд (Айова) — северо-восток
- Шелби (Айова) — восток
- Поттавоттами (Айова) — юг
- Вашингтон (Небраска) — юго-запад
- Берт (Небраска) — северо-запад

## Демография
По данным переписи населения 2000 года в округе проживало 15 666 жителей. Среди них 23,6 % составляли дети до 18 лет, 17,5 % люди возрастом более 65 лет. 50,7 % населения составляли женщины.
Национальный состав был следующим: 98,5 % белых, 0,1 % афроамериканцев, 0,3 % представителей коренных народов, 0,3 % азиатов, 1,6 % латиноамериканцев. 0,8 % населения являлись представителями двух или более рас.
Средний доход на душу населения в округе составлял $17662. 10,8 % населения имело доход ниже прожиточного минимума. Средний доход на домохозяйство составлял $50362.
Также 85,0 % взрослого населения имело законченное среднее образование, а 12,7 % имело высшее образование.